# The Mo
The Mo, ook wel kortweg Mo genoemd, was een Nederlandse popband die in 1979 werd opgericht door de broers Clemens en Huub de Lange. Hun debuutalbum Mo, met Heili Helder als zangeres en Harm Bieger als drummer, had een voor die tijd aparte instrumentatie: zowel de elektrische gitaar als de basgitaar ontbrak. In plaats daarvan werden toetseninstrumenten gebruikt (waaronder Wurlitzer-piano en Clavinet) en een klassiek blaasinstrument: de fagot.
In februari 1981 haalde het album de top 10. Single-succes was er voor Nancy (1980), en bovenal voor Fred Astaire (1981).
Nadat begin 1981 Huub de Lange de groep had verlaten en was opgevolgd door Ton van der Meer, viel de groep in juni 1981 uit elkaar door het vertrek van Heili Helder en Clemens de Lange. Bieger en Van der Meer maakten vervolgens een doorstart. Met twee nieuwe bandleden - zangeres Linda Bloemhard en toetsenist Hans Nieuwint - trachtten ze de oorspronkelijke Mo te kopiëren en een vervolg te geven aan het succes, terwijl Helder haar carrière probeerde te vervolgen bij de Nederlandse band Slings, waarmee ze in 1982 de single Don't Touch Me, Eddy uitbracht.
Er volgden nog twee albums (Ha Ha! The Sound of Laughing en Stop Staring), maar het grote succes bleef uit. Wel was The Mo redelijk succesvol in het zalencircuit, mede op basis van de podiumpersoonlijkheid van Bloemhard en een bescheiden hitnotering voor het nummer Cheese (1982). De single Asia haalde in 1984 nog een tipparadenotering. Na de opnamen voor Stop Staring, geproduceerd door Willem Ennes, verliet Harm Bieger de groep. De nieuwe drummer was Hans van der Meer, een broer van toetsenist Ton van der Meer. In 1985 werd Mo definitief opgeheven.

## Bezetting (1979-1981)
- Heili Helder - zang
- Clemens de Lange - piano, toetsen-bas
- Huub de Lange - orgel, fagot
- Harm Bieger - drums

## Bezetting (1981-1985)
- Linda Bloemhard - zang
- Ton van der Meer - synthesizer
- Hans Nieuwint - synthesizer
- Harm Bieger - drums (in 1984 opgevolgd door Hans van der Meer)

## Discografie

### Albums
- Mo (1980)
- Ha Ha! The Sound of Laughing (1982)
- Stop Staring (1984)

### Singles
- Nancy (1980)
- Fred Astaire (just a summer love affair) (1980)
- Oh! Young People... (1981)
- Cheese (1982)
- Ha Ha! The Sound of Laughing (1982)
- Old Friend (1982)
- Asia (1984)
- Horse Race (1984)
- Nothing's Wrong (1984)

### Verzamelalbums
- Remember Mo (1993). 24 nummers - acht van elk van de drie lp's.

### NPO Radio 2 Top 2000
| Nummer met noteringen in de NPO Radio 2 Top 2000 | '00  | '01  | '02  | '03  | '04  |
| ------------------------------------------------ | ---- | ---- | ---- | ---- | ---- |
| Fred Astaire (just a summer love affair)         | 1491 | 1878 | 1371 | 1696 | 1730 |

1. ↑  Een vetgedrukt getal geeft de hoogste notering aan.
2. ↑  2000 was het eerste jaar met een notering voor dit nummer.
3. ↑  Deze tabel is bijgewerkt tot en met de laatste editie (2024).